# José Galofre y Coma

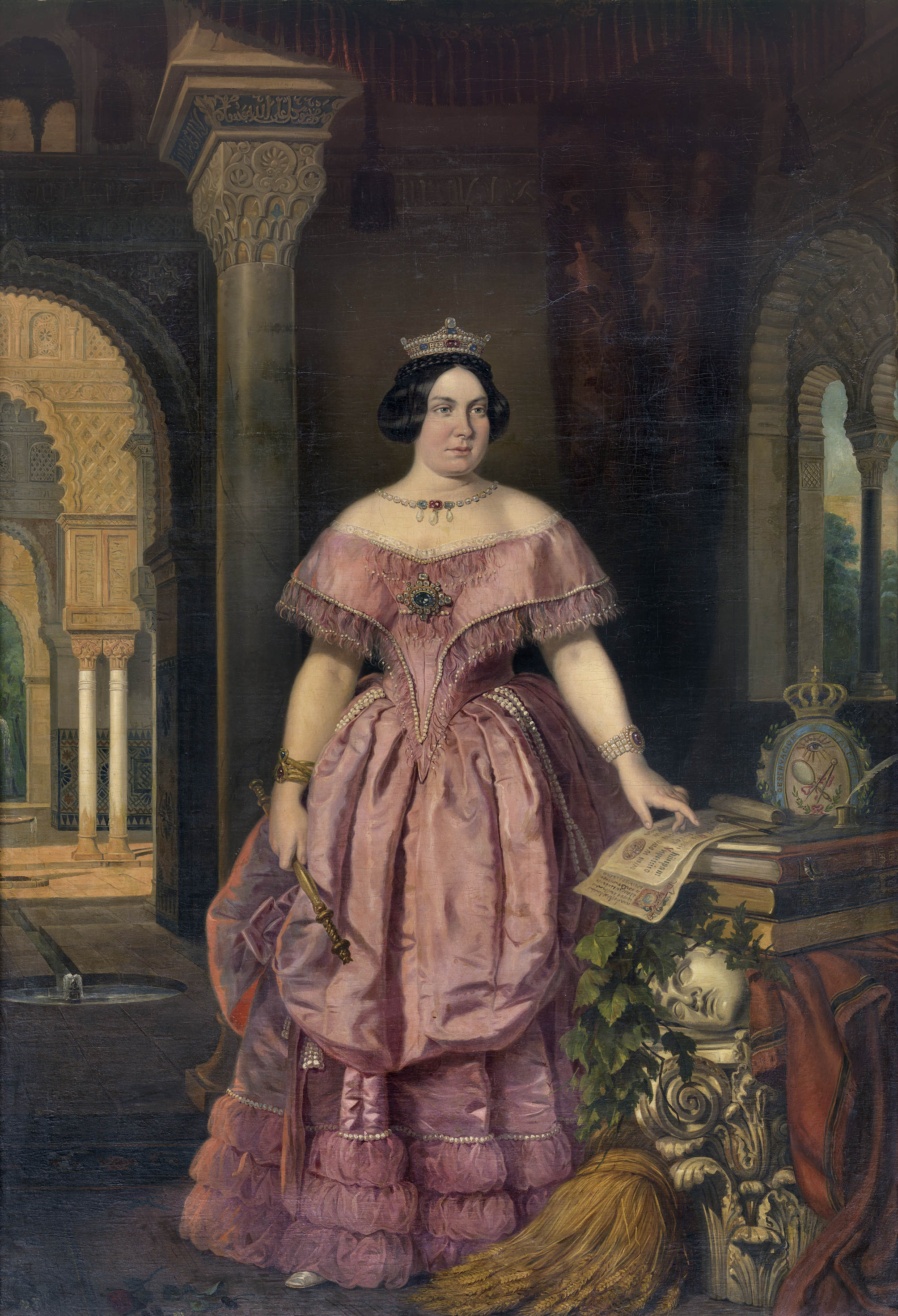
Isabel II, óleo sobre lienzo, 224 x 152 cm, Madrid, Museo del Prado.

José Galofre y Coma (Barcelona, 1819-10 de enero de 1877) fue un pintor y escritor español. Pensionado en Roma, alcanzó allí su mayor fama, llegando a retratar al papa Pío IX y a recibir encargos del rey de Cerdeña.

## Biografía
Inicio sus estudios en su Barcelona natal, para más tarde pasar a estudiar a Roma gracias a una beca de la junta de comercio. Se especializó en la pintura histórica y en el retrato impregnado de espíritu romántico. En Roma logró reconocimiento a su arte por lo que el papa Pio IX le encargó que realizara un retrato de su persona en 1847. Tras este encargo, tanto el rey de Cerdeña como el zar de Rusia que habían tenido noticias de su fama le encargaron sendos retratos. Regresó a Barcelona en el año 1850 y participó en las Exposiciones nacionales de Madrid y París. En 1855 con motivo de la Exposición universal francesa envió a concurso uno de sus más conocidos cuadros: Episodio de la toma de Granada. Así mismo participó en las exposiciones nacionales de Madrid de los años 1858 y 1860, en 1858 con Zoraida perfumándose en el baño de la ribera del Genil y con un retrato y en 1860 con Desposorios del príncipe Adalberto de Baviera.